# Gilberto Bosques Saldívar
Gilberto Bosques Saldívar (Chiautla, 20 luglio 1892 – 4 luglio 1995) è stato un diplomatico messicano e prima ancora militante della rivoluzione messicana e legislatore di sinistra.
Come console a Marsiglia, nella Francia di Vichy, Bosques prese l'iniziativa di salvare decine di migliaia di ebrei e di esuli repubblicani spagnoli dall'essere deportati nella Germania nazista o in Spagna, ma il suo eroismo rimase sconosciuto al mondo per circa sessant'anni, fino a diversi anni dopo la sua morte all'età di 102 anni.
Per circa due decenni dopo la seconda guerra mondiale, Bosques è stato ambasciatore del Messico in diversi paesi. Dal 2003 gli è stato assegnato un riconoscimento internazionale. Nel 1944 descrisse così i suoi sforzi: «Ho seguito la politica del mio paese, di sostegno materiale e morale agli eroici difensori della Repubblica spagnola, i coraggiosi paladini della lotta contro Hitler, Mussolini, Franco, Pétain e Laval.»

## Biografia
Gilberto Bosques Saldívar è nato a Chiautla, un villaggio di montagna nella regione meridionale dello stato di Puebla, a sud-est di Città del Messico. All'età di 17 anni prese le armi nella Rivoluzione messicana sotto il comando di Aquiles Serdán Alatriste, il primo martire della Rivoluzione. Bosques era sposato e aveva tre figli: Laura, María Teresa e Gilberto Froylán. Nel suo ritiro in Messico, ha tradotto e scritto poesie. Bosques Saldívar è morto pochi giorni prima del suo 103º compleanno.

## Carriera

### Giornalismo e politica
Bosques ha organizzato il Primo Congresso Nazionale di Pedagogia, e ha lavorato come giornalista con diversi giornali e pubblicazioni.
Successivamente prestò servizio come legislatore a Puebla e come deputato federale in due occasioni: negli anni 1922–23 e di nuovo nel 1934–37. In quest'ultimo periodo, apparteneva ai sostenitori del nuovo presidente, il generale Lázaro Cárdenas (1934-1940). Presidente della Camera dei deputati nel 1935. e direttore del giornale di proprietà del governo, El Nacional nel 1938.

### Console messicano in Francia
Bosques fu di stanza in Francia dal 1939 al 1943, inizialmente come console del Messico. In fuga dall'occupazione tedesca di Parigi nel maggio 1940, Bosques fu incaricato dal governo di organizzare un consolato per rappresentare il Messico presso il governo di Vichy, consolato che istituì a Marsiglia: da quel momento, ordinò ai dipendenti consolari di rilasciare un visto a chiunque volesse fuggire in Messico. Secondo i suoi auspici, i visti furono rilasciati a circa 40.000 persone, per lo più ebrei e spagnoli. Bosques affittò un castello e una colonia estiva a Marsiglia per ospitare i profughi sotto la protezione di quello che considerava territorio messicano secondo il diritto internazionale.
Le iniziative e le azioni coraggiose di Bosques rispecchiano quelle di altri due consoli collocati in situazioni simili nell'Europa devastata dalla guerra, come il console portoghese Aristides de Sousa Mendes a Bordeaux, e il console giapponese Chiune Sugihara a Kaunas, in Lituania.
Nel 1943, Bosques, la sua famiglia (moglie e tre figli) e 40 membri del personale consolare furono arrestati dalla Gestapo e detenuti in un "albergo-prigione" in Germania per un anno. Fu rilasciato in virtù di un accordo tra i governi tedesco e messicano dopo che Manuel Ávila Camacho, all'epoca presidente del Messico, dal 1940 al 1946, fece uno scambio di prigionieri con cittadini tedeschi imprigionati.

### Dopo la seconda guerra mondiale
Bosques e la sua famiglia tornarono in Messico nel 1944. Nei decenni successivi al rilascio dalla prigionia tedesca, ha servito come ambasciatore del Messico in diversi paesi: Portogallo, Finlandia, Svezia e Cuba. Nel 1962, durante la crisi missilistica cubana, Bosques - che era sia un amico personale di Fidel Castro che il rappresentante diplomatico di un paese neutrale di fiducia degli Stati Uniti, dell'Unione Sovietica e di Cuba - lavorò per facilitare le comunicazioni e mettere Cuba d'accordo con gli accordi "salva faccia" elaborati tra le due potenze nucleari.

## Riconoscimenti
L'impresa di Bosques nel salvare quasi 40.000 persone dall'esecuzione da parte del Terzo Reich o della Spagna franchista non è stata riconosciuta nemmeno tra gli specialisti nella storia dei soccorritori di ebrei fino a dopo il 2000, e precisamente fino al 2008. Durante una cerimonia a Beverly Hills, California, il 13 novembre 2008, l'Anti-Defamation League gli ha assegnato postumo il Premio Courage to Care, istituito nel 1987 per onorare i soccorritori degli ebrei durante l'Olocausto. Questo non fu il più importante riconoscimento postumo che gli fu assegnato: il 4 giugno 2003 gli è stata intitolata una strada nel 22º distretto a Vienna: la Gilberto-Bosques-Promenade.
Nel 2007, è stata allestita una mostra fotografica in suo onore, Ambasciatore Gilberto Bosques: un uomo per tutti i tempi, presso il Jewish and Holocaust History Museum nel quartiere Condesa a Città del Messico. Nel 2008, questa mostra è stata trasferita a Xalapa.